# 山口健作
山口 健作（やまぐち けんさく、1917年4月28日 - 2012年7月25日）は、昭和時代中期から平成時代日本の作曲家。長崎大学名誉教授。

## 来歴
長崎市出身。1938年（昭和13年）4月に東京音楽学校甲種師範科に入学。下総皖一、城多又兵衛、伊藤武雄、今井治郎らの師事を仰ぐ。1941年（昭和16年）3月に同校を卒業後、台湾に渡り台中師範学校に赴任。終戦後に帰郷し、長崎師範学校教諭に就く。
戦後は学制改革により長崎大学学芸学部助教授となり、1961年（昭和36年）制定の県民歌「南の風」を始め県内各地の校歌を作曲、教育学部名誉教授に至る。
2012年（平成24年）7月25日死去。享年96（満95歳没）。

## 主な作品
- 長崎県民歌「南の風」（作詞：県民の歌作詞委員会）[9]
- 長崎大学学芸学部歌（作詞：赤石幸吉）[10]
- 長崎大学学生歌（作詞：河西新太郎）[11]

### 校歌
- 長崎県立大崎高等学校校歌
- 長崎県立鹿町工業高等学校校歌
- 長崎大学教育学部附属中学校校歌
- 大村市立郡中学校校歌
- 松浦市立福島中学校校歌[12]
- 諫早市立小野中学校校歌
- 雲仙市立川床中学校校歌
- 川棚町立川棚中学校校歌
- 旧壱岐市立初山中学校校歌
- 長崎市立脇岬小学校校歌
- 平戸市立根獅子小学校校歌
- 佐世保市立猪調小学校校歌
- 東彼杵町立千綿小学校校歌
- 川棚町立石木小学校校歌
- 旧松浦市立養源小学校校歌[13]